# Christian Bujeau
Christian Bujeau es un actor francés. Ganador del 2.º premio de Comedia del Conservatoire national supérieur de Paris. Ha interpretado papeles en numerosas obras de teatro, películas (Los visitantes, La Vérité si je mens ! 2, Pédale douce...) así  como en varias series y telefilmes.
Desde 2004, tiene un papel recurrente en la serie Kaamelott como maestro de armas, Christian Bujeau es él mismo experto en combate medieval.
También ha participado en la serie Off Prime con Virginie Efira, en el papel de Loïc de Villedieu, el jefe de Virginie.
En 2008, interpretó el papel de The Lord, el mayor super villano de todos los tiempos, en la serie Hero Corp, dirigida por Simon Astier.
También es profesor de arte dramático en la escuela de Jean Périmony. Trabaja las escenas junto a estudiantes de segundo y tercer año.
Es amigo del actor francés Christian Clavier con quien ha interpretado Los Visitantes, Los Visitantes 2 y Kaamelott.

## Teatro

### Actor
- 1983: Amphitryon 38 de Jean Giraudoux, puesta en escena Odile Mallet y Geneviève Brunet, Festival de Bellac.
- 1988: Concours de circonstances de Pauline Daumale, puesta en escena Christian Bujeau, Teatro Fontaine, Teatro Moderne.
- 1994: Drôle de couple de Neil Simon, puesta en escena Bernard Murat, Teatro des Bouffes-Parisiens.
- 2004: L'Homme, la bête et la vertu de Luigi Pirandello, puesta en escena Jean-Claude Idée, Teatro Montparnasse.
- 2010: La Leçon de Eugène Ionesco, puesta en escena Samuel Sené, Teatro Mouffetard.

### Escenógrafo
- 1998: Soleil pour deux de Pierre Sauvil, Teatro Montparnasse.
- 2008: Le Système Ribadier de Georges Feydeau, Teatro Montparnasse.

## Cine
- 1979: La Frisée aux Lardons: Rodolphe
- 1979: Qu'il est joli garçon l'assassin de papa
- 1986: Bitumes
- 1993: Los visitantes de Jean-Marie Poiré: Jean-Pierre Goulard
- 1994: La Machine (película de 1994): Martial
- 1996: Pédale douce : Doctor Séverine
- 1996: Golden Boy (película de 1996): Jean Dominique
- 1998: Los visitantes 2 de Jean-Marie Poiré: Jean-Pierre Goulard
- 2001: La Vérité si je mens ! 2
- 2007: El albergue rojo: El capitán

## Televisión
- 2000: La vache et le président: Jean-René Moussard
- 2001: H (serie televisiva), Temporada 4, Episodio 9
- 2002: Mère, fille: mode d'emploi: Profesor Rivais
- 2004-2009: Kaamelott Libros 1, 2, 3, 4, 5 y 6: El maestro de armas
- 2007: Off Prime: Loïc de Villedieu
- 2008-?: Hero Corp Temporadas 1 y 2: The Lord
- 2009: Au Siècle de Maupassant: Les Trois Messes Basses : Un noble

## Referencia y enlaces externos
- Christian Bujeau en Internet Movie Database (en inglés).